# 粉红刺皮耳
粉红刺皮耳（学名：Heterochaete roseola）是属于银耳目银耳科刺皮耳属的一种真菌，群生于阔叶树枯枝上。该种分布于中国、中南半岛、越南。